# Pykrete

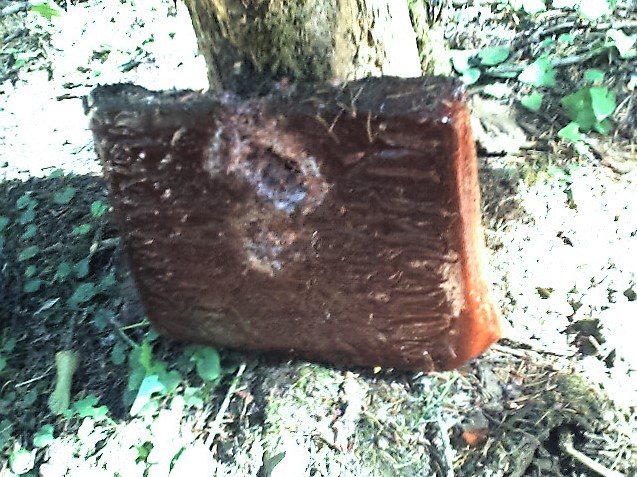
Ein Pykrete-Block, der einem Beschusstest unterzogen wurde

Pykrete ist ein Verbundwerkstoff, bestehend aus etwa 14 Prozent Sägemehl oder einer anderen Form feiner Holzfasern (etwa Papier) und 86 Prozent Gewichtsanteilen Eis.

## Eigenschaften
Pykrete besitzt aufgrund seiner geringen Wärmeleitfähigkeit eine niedrige Schmelzrate, bei gleichzeitig besseren Materialeigenschaften gegenüber reinem Wassereis, die denen von Beton nahekommen. Die Neigung zur Rissbildung im Eis, die sogenannte Sprödigkeit, wird durch die Fasern stark reduziert. Wenn die oberste Schicht sublimiert, was in arktischen Breiten bei Frost und unter 20 % relativer Luftfeuchte möglich ist, bleiben die Fasern am Platz und verbinden sich wieder bei der nächsten Resublimation durch z. B. Reif.

## Geschichte
Seine Verwendung war unter anderem während des Zweiten Weltkrieges von der britischen Royal Navy zum Bau des unsinkbaren Flugzeugträgers Habbakuk angedacht (in Kanada wurde infolgedessen ein schwimmfähiges Modell aus Pykrete mit Holzverschalung gebaut, das nach Aufgabe des Projektes in den letzten Kriegsjahren noch drei Sommer auf einem See überstand).
Heutzutage werden Gebäude und Schauobjekte aus Pykrete für Schnee- und Eisfestivals errichtet, beispielsweise in Finnland und China.

## Architektur
Zur Errichtung von Gebäuden gibt es zwei Methoden. Bei der einen wird entweder ein Stoff oder grobes Gewebe über Ständer oder ein Grundgerüst gezogen und besprüht, bis die Stützkonstruktion entnommen werden kann. Für die mehrmalige Verwendung kann man Luftkissen als temporäre Verschalung nutzen, die zwar besprüht werden, aber nach der Fertigstellung rückstandsfrei vom Eis gelöst werden können. Bei beiden Methoden wird ein Gemisch aus Wasser und Fasern bei Temperaturen weit unter dem Gefrierpunkt aufgesprüht, so dass es schnell festfriert. Die Fertigung mit Luftkissen ist von der Methode zum Bau monolithischer Kuppelgebäude entliehen.
Im kalten Finnland bauten Studenten der TU Eindhoven im Jahr 2013 eine Kirche aus Pykrete, die einen Innenraum von 30 Metern überspannte. Es wurden mehrere kegelförmige Luftkissen verwendet und damit ein stilistisch an die Sagrada Familia in Barcelona angelegter Sakralbau errichtet.
In der Stadt Juuka errichteten 2015 Studenten der gleichen Universität die Da Vinci Bridge of Ice. Die Eisbrücke, gestaltet in der Form von Leonardo da Vincis Plänen, überspannte 35 Meter zwischen den Hauptträgern. Sie bestand aus 900 Tonnen Pykrete. Die benötigten Luftkissen wogen 1600 kg.
Im Jahr 2017 entstand für das Harbiner Internationale Eis- und Schneefest im kalten Nordosten Chinas ein dreißig Meter hoher Turm aus Pykrete. Das Flamenco Tower genannte Bauwerk entstand in mehreren Bauabschnitten mit verschieden geformten Luftkissen als pneumatisch gestützte Schalung. Die Mischung bestand aus Wasser und Holzfasern.
2019 entstand für das Einundzwanzigste Harbiner Internationale Eis- und Schneefest‎ erstmalig ein 30 Meter im Durchmesser messendes Eisrestaurant, dessen muschelförmiges Dach aus Pykrete bestand. Die Mischung aus Wasser und Papierfasern wurde auf ein aufwendig geformtes Luftkissen gesprüht. Das Restaurant war eine ringförmige Halle, so dass das Dach nur eine Spannweite von maximal 17 Metern benötigte.
Die Polytechnische Universität Harbin (englisch Harbin Institute of Technology) baute für das Harbiner Internationale Eis- und Schneefest Anfang 2021 ein Gebäude aus Eisblöcken und Pykrete. Der untere Teil wurde aus Eisblöcken errichtet und darüber ein Dach aus Pykrete gespritzt. Es handelte sich dabei um eine asymmetrische Dachkonstruktion mit einem Pfeiler in der Mitte. Durch die Eisblöcke wurde der Innenraum mit Tageslicht erhellt.

## Herkunft des Namens
Der Begriff Pykrete ist ein Kompositum aus dem Namen von Geoffrey Pyke (1893–1948), der das Material zwar nicht erfunden, aber dessen praktische Verwendung propagiert hatte, und dem englischen Wort für Beton Concrete.